# Вајц
Вајц град је у Аустрији, смештен у југоисточном делу државе. Значајан је град у покрајини Штајерској, као седиште истоименог округа Вајц.

## Природне одлике
Вајц се налази у југоисточном делу Аустрије, 180 km јужно од главног града Беча. Главни град покрајине Штајерске, Грац, налази се 30 km југозападно од града.
Град Вајц се сместио у долини реке Рабе, у њеном изворишном делу. Изнад града се издижу Алпи. Надморска висина града је око 480 m.

## Становништво
| 1971. | 1981. | 1991. | 2001. | 2011. |
| ----- | ----- | ----- | ----- | ----- |
| 8.427 | 8.402 | 8.462 | 8.926 | 8.897 |

Данас је Вајц град са нешто мање од 9.000 становника. Последњих деценија број становника града се смањује.

## Галерија
- Погле дна град
- Римокатоличка црква у Вајцу
- Дом културе

## Партнерски градови
- Офенбург